# Plano sagital
Los planos sagitales son en anatomía aquellos planos, perpendiculares al suelo y en ángulo recto con los planos frontales, que dividen al cuerpo en mitades (izquierda y derecha). El término anatómico sagital fue acuñado por Gerardo de Cremona.

## Plano medio y planos paramedianos

### Plano medio
El plano mediano (llamado también plano sagital y medio, mediosagital, medial o medio, T.A. (Terminología Anatómica): planum medianum) es un plano sagital especial que, siendo perpendicular al suelo, pasa exactamente por la mitad del cuerpo, dividiéndolo en dos partes iguales, derecha e izquierda.

### Plano paramediano
Los planos paramedianos o parasagitales (T.A.: plana paramediana) son cualquier plano sagital que no sea el plano mediosagital, es decir, que sea paralelo a este.
Las posiciones hacia el plano medio se llaman hacia medial, y las posiciones que se alejan hacia lateral.
Ipsilateral
se refiere a elementos en el mismo lado del cuerpo con respecto al plano medio. 
Contralateral
son elementos en lados opuestos del plano medio. 
Bilateral
son elementos presentes a ambos lados del plano medio.

## Línea sagital
La línea sagital o corte sagital es una vertical de referencia que teóricamente cruza el cuerpo por la parte media y central, a modo de plomada imaginaria. La línea sagital ayuda en la distinción de miembros o elementos en el «lado izquierdo» o «lado derecho», pero por ejemplo, en el caso del cuerpo humano, también es aplicable para determinar qué está «delante» o «detrás». Esta línea de referencia o de división es más común y visible sobre estudios o esquemas en dos dimensiones, pero es una referencia aplicable a tres dimensiones. Empleando una línea sagital se pueden ilustrar dos vistas (anterior y posterior) de un músculo.

## Medial y lateral
Medial y lateral son términos para definir la situación de una estructura con relación a otra, respecto de un plano sagital.

### Medial
Por ejemplo, la aorta tiene una situación más medial que el riñón izquierdo significa que la aorta está situada más cerca del plano mediosagital que el riñón.

En la Trompa uterina, el sector de el istmo es más medial que el de la ampolla. 

### Lateral
El riñón tiene una situación más lateral que la aorta significa que el riñón está situado más lejos del plano mediosagital que la aorta.
En la Trompa uterina, el sector de la ampolla es más lateral que el sector del istmo.